# Amphipyra glabella
Amphipyra glabella är en fjärilsart som beskrevs av Morrison 1874. Amphipyra glabella ingår i släktet Amphipyra och familjen nattflyn. Inga underarter finns listade i Catalogue of Life.